# Потерянные (телесериал)
Потерянные (англ. Nowhere Boys. рус. Исчезнувшие/Потерянные) — австралийский приключенческий телесериал с элементами фантастики, ориентированный на подростков, созданный Тони Эйрсом. Впервые вышел в эфир на телеканале ABC3 7-го ноября 2013 года. Сюжет крутится вокруг четверых подростков, которые вернувшись со школьной экскурсии поняли, что они в параллельной вселенной, и в этом мире их просто не существует.  4-го апреля 2014 года было объявлено, что сериал Потерянные продлят на второй сезон.

## Сюжет
События разворачиваются в вымышленном городе Бремин (англ. Bremin), в котором живут четыре подростка одного возраста и учащиеся в одной школе — гот Феликс Фёрн (Даги Болдуин), ботаник-заучка Эндрю "Энди" Лау (Джоэл Лок), "золотой ребёнок" Сэм Конти (Рахарт Адамс) и главный спортсмен школы Джейк Райлз (Мэтт Тестро), которые никогда не были друзьями. Ребят определили в одну группу на школьной экскурсии — вместе они должны были выполнить школьное задание по ориентированию на местности, но потерялись в лесу. После ужасной ночи в лесу они вернулись в Бремин и поняли, что попали в параллельный мир, в котором их никогда не существовало. Никто из друзей или родных не узнавал их, и никаких записей в архивах о своём существовании мальчики не обнаружили.
Когда Феликс получил волшебный талисман от Фиби (Мичела Банас), которая владела магической лавкой, мальчики активировали его, чтобы остановить демона, пытавшегося их убить. Однако, демон стал ещё сильнее, теперь он может вселяться в людей или животных. Ребятам приходится работать вместе, чтобы защитить себя от демона и выяснить, что случилось с ними, и самое главное — как вернуться домой.
Позже Энди узнаёт, что это из-за Феликса они оказались в параллельной вселенной. Феликс понял, что его брат Оскар - пятый элемент; тот самый отсутствующий компонент, необходимый для возвращения мальчиков домой. В конце первого сезона, ребята побороли торнадо (дух сестры Фиби, Элис, которая была демоном). Произнеся заклинание Феликса вместе, они возвращаются в свой настоящий мир. После возвращения они обнаружили в себе сверхъестественные силы стихий: Феликс получил силу огня, Энди получил власть над водой, Сэм обрёл силу воздуха, Джейку досталась сила земли, а Оскар получил силу духа.

## В ролях

### Главные герои
- Дуги Болдуин — Феликс Фёрн
- Джоэл Лок — Энди Лау
- Рахарт Адамс — Сэм Конте
- Мэтью Тестро — Джейк Райлз

### Второстепенные персонажи
- Шон Риз-Уэмисс — Оскар Фёрн
- Дарси МакДональд — Эллен
- Тамала Шелтон — Мия
- Микайла Банас — Фиби Хартли
- Виктория Тейн — Элис Хартли

### Другие актёры
- Николас Кохлан — Брайан Бейтс
- Мишель Герстер — Вив Лау
- Сесилия Тан — Лили «Най-най» Лау
- Зельман Кресси Глэдвин — Дилан
- Логан Филлипс — Трент Лонг
- Дэмиен Ричардсон — Гарри Райлз
- Либби Таннер — Сара Райлз / Бейтс
- Джим Рассел — Роланд Мёрфи
- Сэм Шарвуд — Майк
- Хайди Арена — Кэтти Фёрн
- Саймон Мэллори — Робертс
- Перл Тан — Николь Лау
- Дэниэл Ди Джованни — Винс Конти
- Джесси Уильямс — Сэмми Конти (1 сезон)
- Николь Набаут — Ди Конти
- Энтони Брэндон Вонг — Майкл Лау
- Лестер Эллис-младший — Пит Конти
- Бен Андерсон — Кен Фёрн (1 сезон)
- Питер Уайт — Локлен (2 сезон)
- Питер Стефану — Том Конти (1 сезон)
- Фиби Робертс — Саския Блум (2 сезон)
- Эйди Уолкер — Мишель Китс (2 сезон)
- Бен Келлер — Беар (2 сезон)

## Производство

### Развитие
26 октября 2011 года было объявлено, что Matchbox Pictures и продюсеры сериала Удар работают над тринадцатисерийной подростковой драмой для телеканала ABC под названием Потерянные мальчики (англ. The Lost Boys). Однако, по причине авторских прав, название было изменено на Потерянные (англ. Nowhere Boys). У создателя сериала Тони Эйрса возникла идея Потерянных после успеха телесериала Танцевальная академия на ABC, но суть была в том, чтобы он был более ориентирован на мальчиков. Эйрс написал сценарий для Потерянных вместе с кругом писателей, в том числе с Роджером Монк и Крейгом Ирвин. Тони стал продюсером телесериала вместе с Бет Фрэй, в то время как Майкл МакМахон и Хелен Панкхертс стали исполнительными продюсерами.  Панкхертс покинула свой пост как исполнительный продюсер после первого сезона.

### Награды и номинации
| Год  | Награждение                              | Категория                                 | Номинация                        | Итог      |
| ---- | ---------------------------------------- | ----------------------------------------- | -------------------------------- | --------- |
| 2014 | AACTA Awards                             | Лучший детский телесериал                 | Nowhere Boys                     | Победа    |
| 2014 | AACTA Awards                             | Лучшая оригинальная музыка на телевидении | 1 сезон, 1 серия                 | Номинация |
| 2014 | Logie Awards                             | Самая выдающаяся детская передача         | Nowhere Boys                     | Победа    |
| 2014 | Australian Director's Guild Awards       | Лучший режиссёр детского телевидения      | Питер Кастэйрс, Сезон 1, 7 серия | Номинация |
| 2014 | Australian Director's Guild Awards       | Лучший режиссёр детского телевидения      | Крейг Ирвин, Сезон 1, 8 серия    | Номинация |
| 2014 | Prix Jeunesse                            | 12-15 Fiction/Nonfiction                  | Nowhere Boys                     | Номинация |
| 2014 | Prix Jeunesse                            | Международный молодёжный приз жюри        | Nowhere Boys                     | Победа    |
| 2014 | Banff World Media Festival Rockie Awards | Молодёжная фантастика                     | Nowhere Boys                     | Номинация |
| 2014 | AWGIE Awards                             | Детское телевидение                       | Крейг Ирвин, 1 сезон, 3 серия    | Победа    |
| 2014 | Screen Producers Australia Awards        | Детский телевизионный продукт года        | Nowhere Boys                     | Победа    |
| 2014 | Screen Producers Australia Awards        | Интерактивный продукт года                | Nowhere Boys: The 5th Boy        | Номинация |
| 2014 | TV Tonight Awards                        | Лучшее шоу для детей                      | Nowhere Boys                     | Победа    |
| 2014 | International Emmy Kids Awards           | Лучший сериал                             | Nowhere Boys                     | Ожидается |